# União das Freguesias de Remondes e Soutelo
Die União das Freguesias de Remondes e Soutelo ist eine portugiesische Gemeinde (Freguesia) im Kreis (Concelho) Mogadouro, Distrikt Bragança, im Nordosten Portugals.

## Geschichte
Die Gemeinde entstand im Zuge der Gebietsreform vom 29. September 2013 durch die Zusammenlegung der ehemaligen Gemeinden Remondes und Soutelo.
Remondes wurde Sitz der neuen Verwaltung.

## Demographie
| Freguesia | Freguesia          | Freguesia | Freguesia       | ehemalige Freguesias | ehemalige Freguesias | ehemalige Freguesias | ehemalige Freguesias |
| --------- | ------------------ | --------- | --------------- | -------------------- | -------------------- | -------------------- | -------------------- |
| Wappen    | Freguesia          | Einwohner | Fläche in (km²) | Wappen               | Freguesia            | Einwohner            | Fläche in (km²)      |
|           | Remondes e Soutelo | 285       | 36,48           |                      | Remondes             | 214                  | 19,86                |
|           | Remondes e Soutelo | 285       | 36,48           | Soutelo              | 132                  | 16,54                |                      |